# Ганецкий, Николай Степанович
Николай Степанович Ганецкий (Гонецкий) (Ганецкий 2-й; 24 ноября (6 декабря) 1815 — 20 апреля (3 мая) 1904) — русский генерал, участник Крымской войны. Брат Ивана Степановича Ганецкого. Дядя по матери писательницы и мемуаристки Елизаветы Николаевны Водовозовой (в девичестве Цевловской; мать Елизаветы, Александра Степановна Цевловская (1813—1887), урожденная Ганецкая, была младшей сестрой братьев Ганецких).

## Биография
Род Гонецких происходил из Польши. Отец, Степан Михайлович Гонецкий (1772—1845) — смоленский дворянин, уездный судья, закончил службу в чине штабс-капитана гвардии. Мать — Прасковья Васильевна, урождённая Эйсмонт (ок.1778—1818).

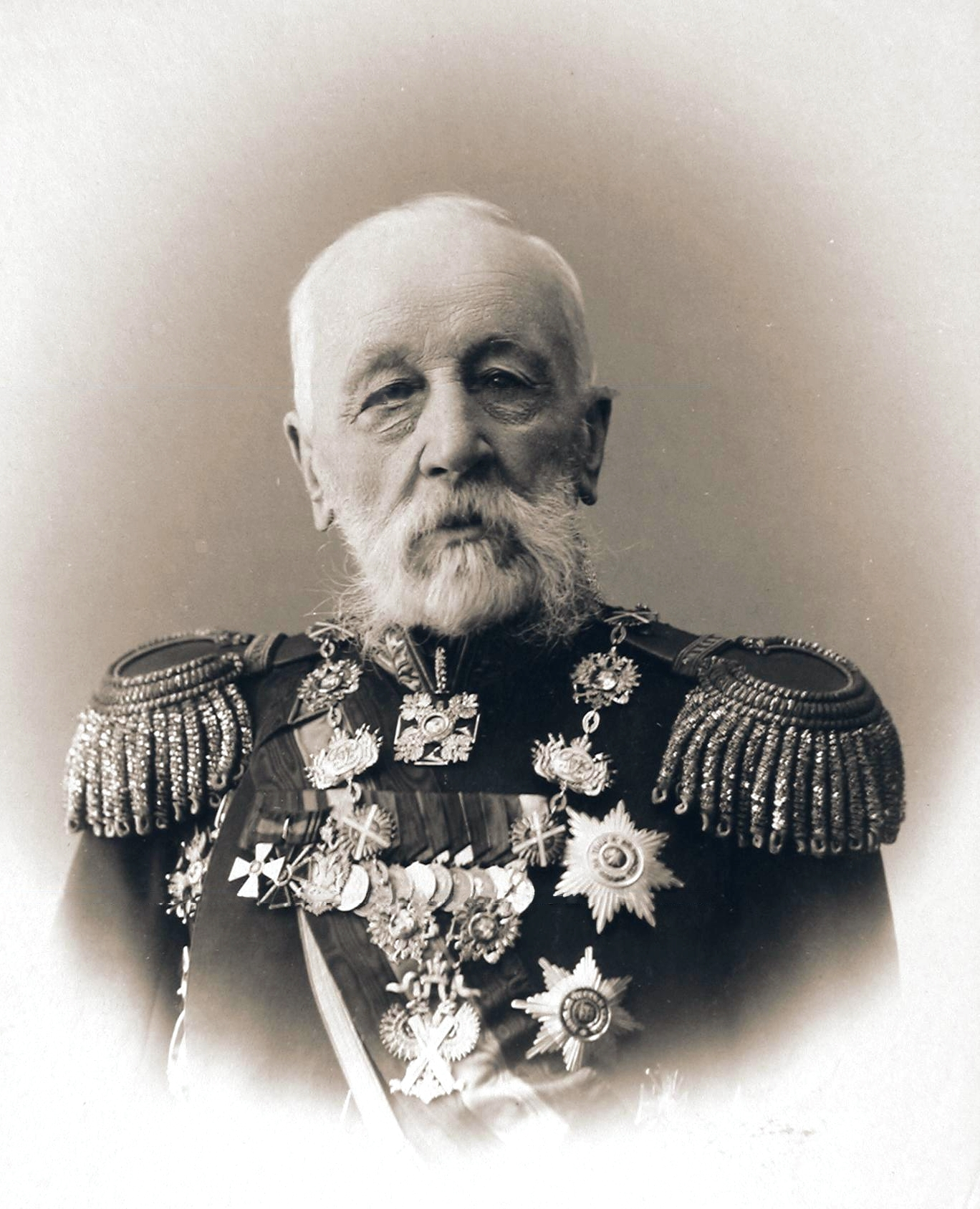
Н. С. Ганецкий

Николай Ганецкий родился в селе Бухоново Пореченского уезда Смоленской губернии 24 ноября (6 декабря) 1815 года.
Образование получил в 1-м кадетском корпусе (его имя было занесено на мраморную доску), откуда 6 апреля 1835 года был выпущен прапорщиком в лейб-гвардии Финляндский полк и здесь последовательно получил чины подпоручика (1 января 1838 г.), поручика (6 декабря 1839 г.), штабс-капитана (11 апреля 1843 г., с назначением командиром роты), капитана (6 декабря 1845 г.) и полковника (24 мая 1849 г., со старшинством от 29 января того же года).
В январе 1849 года Н. С. Ганецкий был прикомандирован к лейб-гвардии Павловскому полку, с которым принимал участие в Венгерской кампании. А 3 октября 1853 года он получил в командование Ряжский пехотный полк, с которым отправился на Кавказ и, находясь в Александропольском и Эриванском отрядах, участвовал в сражении при Кюрюк-Дара, 26 декабря 1854 г. был удостоен ордена Св. Георгия 4-й степени
«В воздаяние за отличие, оказанное в сражении при Кюрук-Дара, 24 Июля 1854 года, где смело двинув роты командуемого полка из резерва, остановил натиск неприятеля и дал возможность нашей кавалерии, усиленной подкреплениями, перейти в наступление».
В 1855 году принял участие в осаде турецкой крепости Карс, 17 сентября награждён орденом Св. Владимира 4-й степени с мечами и бантом. В 1856—1859 гг. Ганецкий участвовал в составе Лезгинского отряда в делах против горцев и за боевые отличия был награждён орденами Св. Владимира 3-й степени с мечами и бантом (22 августа 1857 г.) и Св. Станислава 1-й степени с мечами (26 ноября 1859 г., за отличие при взятии аула Ведено); 26 августа 1856 года был произведён в чин генерал-майора.
В 1860 году Ганецкий по собственному желанию отчислился в запас армии, но в 1862 году опять поступил на службу — помощником начальника 3-й гренадерской дивизии; 1 июля 1862 года был награждён орденом Св. Анны 1-й степени; в 1863 году был назначен командующим 28-й пехотной дивизией и командующим войсками, находившимися в Поневежском и Вилькомирском уездах.
Произведённый 30 августа 1863 году в генерал-лейтенанты, получил в начальство 3-ю гренадерскую дивизию и был назначен командующим войсками, находившимися в Ковенском и Мариампольском уездах, и за боевые отличия в делах против польских мятежников у Жилишек, Данилишек и других был награждён орденом Св. Владимира 2-й степени с мечами (21 сентября 1868 г.), 13 августа 1866 года получил императорскую корону к ордену Св. Анны 1-й степени, а 18 июля 1871 года был удостоен ордена Белого орла; 30 августа 1875 года ему был пожалован орден Св. Александра Невского (алмазные знаки к этому ордену — 15 мая 1883 г.).
В 1877 году он командовал 7-м армейским корпусом, охранявшим побережье Чёрного моря, а 16 апреля 1878 года, произведённый в генералы от инфантерии, был назначен командиром 8-го армейского корпуса и в 1879 году — командиром Гренадерского корпуса, которым командовал до 1886 года, когда был назначен командующим войсками Виленского военного округа; 6 апреля 1885 года получил орден Св. Владимира 1-й степени.
С 11 февраля 1895 года был назначен членом Государственного совета; 11 февраля 1895 года был удостоенордена Св. Андрея Первозванного. Он имел также черногорский орден кн. Даниила 1-го 1-й степени.
Умер 20 апреля (3 мая) 1904 года в Санкт-Петербурге.
Был пожалован майоратным имением в Царстве Польском.

## Семья
Жена — Юлия Петровна (урожд. Соболевская; 1830—1873), дочь Петра Григорьевича Соболевского, химика, металлурга, члена-корреспондента Петербургской Академии наук (1830).
- Их сын Алексей (1867 — после 1903) был женат на известной предпринимательнице В. И. Фирсановой, на деньги которой он построил в Москве Сандуновские бани.
- Другой сын, Николай (10.03.1859, Владикавказ — 1888, Московская губерния), утонул при исполнении служебных обязанностей в реке Шоша в Клинском уезде[2].

У них были ещё пять дочерей:
- Анна, замужем за Иваном Карловичем фон Бурзи (1835—1899)
- Прасковья (04.02.1858, Закаталы — 23.11.1883, Москва)
- Наталия (1865—1940), замужем за Иваном Егоровичем Стеблин-Каменским (1857—1919); в семье было семеро детей, их младший сын — Михаил Иванович Стеблин-Каменский.
- Татьяна
- Лидия (1861—1921, умерла от тифа), замужем за Николаем Александровичем Рейтлингером (1865—1931)[3], сыном А. И. Рейтлингера. 
  - Их дочери: Юлия Николаевна Рейтлингер, иконописец; Екатерина Николаевна Рейтлингер-Кист (1901–1989), архитектор, мемуаристка, после 1917 года эмигрировала, вернулась в СССР в 1954 году[4].